# 石田貫之助
石田 貫之助（いしだ かんのすけ、1850年1月13日（嘉永2年12月1日）- 1934年（昭和9年）10月8日）は、明治から大正期の政治家。兵庫県会議員、衆議院議員、富山県知事。旧姓は太田垣。

## 経歴
但馬国朝来郡新井村の農業・酒造業の太田垣家に生まれ、石田小治郎の養子となる。
1879年に兵庫県会議員となり、1880年5月から1881年2月まで同副議長を、同月から1890年7月まで同議長を務めた。また、同郡部会議長、同常置委員など務めた。立憲改進党に加わり、さらに愛国公党の創立委員となり、次いで自由党に入党した。
1890年7月、第1回衆議院議員総選挙に兵庫県第四区から出馬して当選。その後、第4回総選挙まで連続4回当選し、さらに第6回、第9回総選挙でも当選し、通算6回の当選を果たした。
1897年4月7日、第2次松方内閣により富山県知事に登用され、1898年2月5日まで在任した。
また、神戸又新日報の発刊に加わっている。

## 栄典
- 1897年（明治30年）5月31日 - 正五位[6]